# Stowarzyszenie „Nasze dziedzictwo Ossolin”
Stowarzyszenie „Nasze dziedzictwo Ossolin” – organizacja pozarządowa utworzona w 2011 roku w Ossolinie (woj. świętokrzyskie).

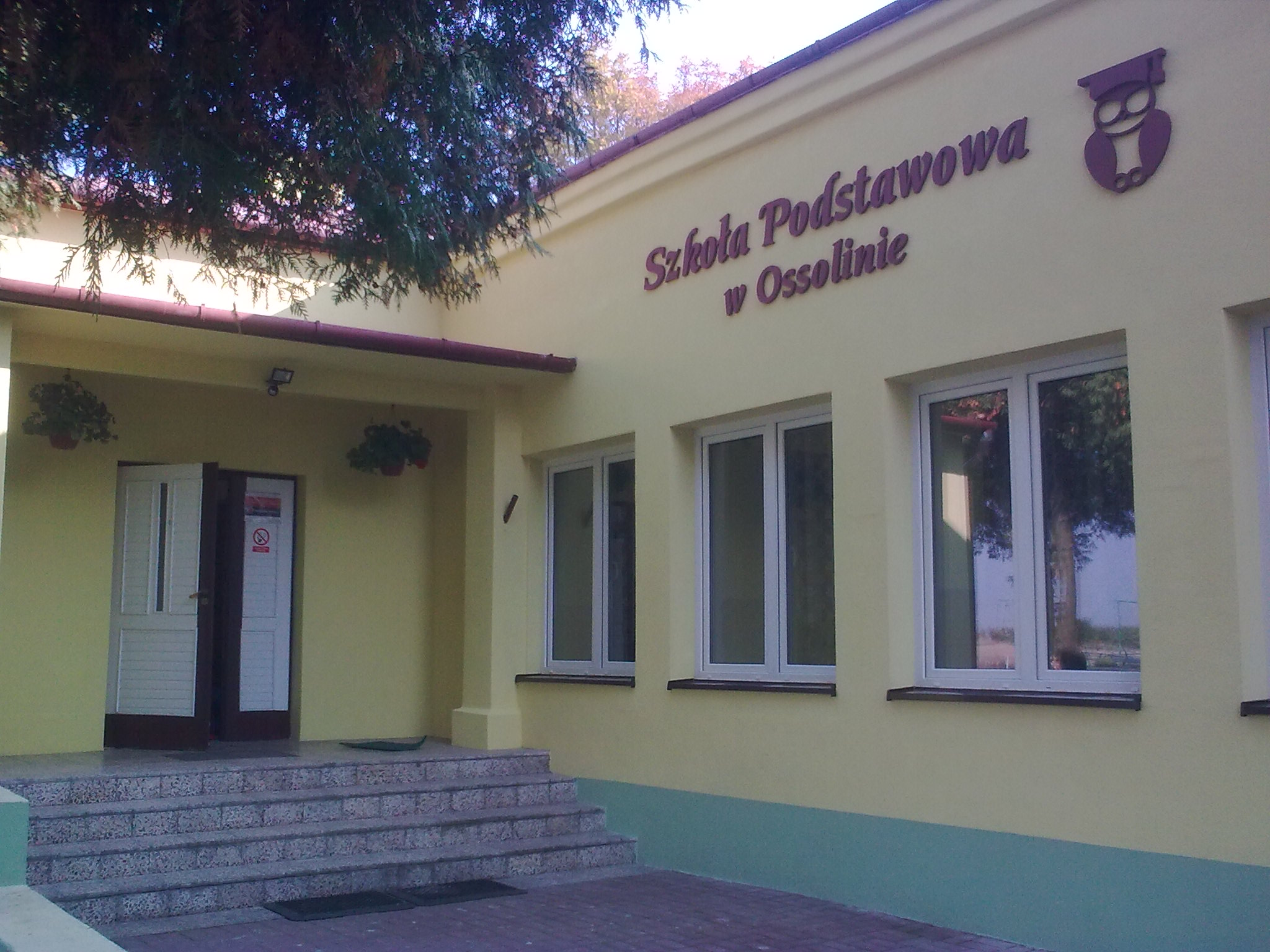
Szkoła Podstawowa w Ossolinie, prowadzona przez Stowarzyszenie „Nasze dziedzictwo Ossolin”

Celem Stowarzyszenia jest ochrona i promocja dziedzictwa historycznego oraz kulturowego miejscowości. Organizacja zaangażowana jest w szereg przedsięwzięć społecznych. Z inicjatywy Stowarzyszenia od 2012 roku organizowana jest kwesta na rzecz ratowania zabytkowych nagrobków na cmentarzu parafialnym w Goźlicach. Stowarzyszenie współorganizuje Pasterkę z inscenizacją bożonarodzeniową, odbywającą się w Ossolinie na terenie kompleksu XVII-wiecznej Kaplicy Betlejemskiej. Co roku w lipcu, Stowarzyszenie jest organizatorem i gospodarzem Pikniku Rycerskiego połączonego z Galą "Kryształowego Berła" – nagrody przyznawanej gwiazdom polskiego kina za wybitne role w filmach historycznych i kostiumowych. Dotychczasowymi jej laureatami zostali: Jerzy Zelnik, Olgierd Łukaszewicz, Wiktor Zborowski, Emilia Krakowska, Leszek Teleszyński, Magdalena Zawadzka, Andrzej Seweryn, Mirosław Baka, Anna Dymna i Anna Seniuk. Stowarzyszenie prowadzi Szkołę Podstawową w Ossolinie.
Prezesem Zarządu Stowarzyszenia jest Rafał Staszewski.